# ميخائيل هوفمان (لاعب كرة قدم)
ميخائيل هوفمان هو لاعب كرة قدم سويسري في مركز الدفاع، ولد في 23 أبريل 1971. لعب مع نادي سيون.